# Färöischer Fußballpokal der Frauen 2019
Der Färöische Fußballpokal der Frauen 2019 fand zwischen dem 26. März und 21. September 2019 statt und wurde zum 30. Mal ausgespielt. Im Endspiel, welches im Tórsvøllur-Stadion in Tórshavn auf Kunstrasen ausgetragen wurde, siegte HB Tórshavn mit 3:0 gegen Titelverteidiger EB/Streymur/Skála und konnte den Pokal somit zum sechsten Mal gewinnen.
EB/Streymur/Skála und HB Tórshavn belegten in der Meisterschaft die Plätze zwei und vier. Für HB Tórshavn war es der sechste Sieg bei der 14. Finalteilnahme, für EB/Streymur/Skála die zweite Niederlage bei der vierten Finalteilnahme.

## Teilnehmer
Teilnahmeberechtigt waren folgende sechs A-Mannschaften der ersten und zweiten Liga:
| Betrideildin                                                           | 1. Deild  |
| B36 Tórshavn EB/Streymur/Skála HB Tórshavn ÍF/Víkingur/B68 KÍ Klaksvík | 07 Vestur |

## Modus
Anstatt des reinen K.-o.-Systems wurde eine Gruppenphase eingeführt. In der Gruppenphase spielte jede Mannschaft zwei Mal gegen jede andere, wobei sich die Erst- und Zweitplatzierten jeder Gruppe für die nächste Runde qualifizierten. Anschließend wurde im K.-o.-System weitergespielt.

## Gruppenphase
Die Partien der Gruppenphase fanden zwischen dem 26. März und 19. Juni statt.

### Gruppe A
| Pl. | Verein       | Sp. | S | U | N | Tore    | Diff. | Punkte |
| --- | ------------ | --- | - | - | - | ------- | ----- | ------ |
| 1.  | KÍ Klaksvík  | 2   | 2 | 0 | 0 | 009:100 | +8    | 06     |
| 2.  | B36 Tórshavn | 2   | 0 | 0 | 2 | 001:900 | −8    | 0      |
| 3.  | 07 Vestur    | 0   | 0 | 0 | 0 | 000:000 | ±0    | 0      |

| 26. März 2019  |                |              |
| 07 Vestur      | 1 0:14 (0:8) 1 | KÍ Klaksvík  |
| 22. April 2019 |                |              |
| B36 Tórshavn   | 2 -:- 2        | 07 Vestur    |
| 2. Mai 2019    |                |              |
| KÍ Klaksvík    | 2:0 (2:0)      | B36 Tórshavn |
| 21. Mai 2019   |                |              |
| KÍ Klaksvík    | 2 -:- 2        | 07 Vestur    |
| 5. Juni 2019   |                |              |
| 07 Vestur      | 2 -:- 2        | B36 Tórshavn |
| 19. Juni 2019  |                |              |
| B36 Tórshavn   | 1:7 (0:4)      | KÍ Klaksvík  |

### Gruppe B
| Pl. | Verein            | Sp. | S | U | N | Tore    | Diff. | Punkte |
| --- | ----------------- | --- | - | - | - | ------- | ----- | ------ |
| 1.  | HB Tórshavn       | 4   | 4 | 0 | 0 | 017:100 | +16   | 12     |
| 2.  | EB/Streymur/Skála | 4   | 1 | 1 | 2 | 005:110 | −6    | 04     |
| 3.  | ÍF/Víkingur/B68   | 4   | 0 | 1 | 3 | 003:130 | −10   | 01     |

| 26. März 2019     |           |                   |
| EB/Streymur/Skála | 1:4 (0:1) | HB Tórshavn       |
| 22. April 2019    |           |                   |
| ÍF/Víkingur/B68   | 2:2 (0:1) | EB/Streymur/Skála |
| 2. Mai 2019       |           |                   |
| HB Tórshavn       | 5:0 (1:0) | ÍF/Víkingur/B68   |
| 21. Mai 2019      |           |                   |
| HB Tórshavn       | 4:0 (1:0) | EB/Streymur/Skála |
| 5. Juni 2019      |           |                   |
| EB/Streymur/Skála | 2:1 (1:0) | ÍF/Víkingur/B68   |
| 19. Juni 2019     |           |                   |
| ÍF/Víkingur/B68   | 0:4 (0:2) | HB Tórshavn       |

## Halbfinale
Die Hinspiele im Halbfinale fanden am 1. August statt, die Rückspiele am 17. August.
|                   | Gesamt |              | Hinspiel  | Rückspiel |
| ----------------- | ------ | ------------ | --------- | --------- |
| EB/Streymur/Skála | 9:2    | B36 Tórshavn | 4:1 (3:0) | 5:1 (1:0) |
| KÍ Klaksvík       | 5:8    | HB Tórshavn  | 2:2 (1:0) | 3:6 (0:3) |

## Finale
| Paarung           | EB/Streymur/Skála – HB Tórshavn |
| Ergebnis          | 0:3 (0:2) |
| Datum             | 21. September 2019 |
| Stadion           | Tórsvøllur, Tórshavn |
| Zuschauer         | 780 |
| Schiedsrichterin  | Frederikke Søkjær ( Dänemark) |
| Tore              | 0:1 Heidi Sevdal (19.) 0:2 Elin Maria Isaksen (31., Elfmeter) 0:3 Julia Naomi Mortensen (83.) |
| EB/Streymur/Skála | Anna Hansen – Mirjam Huneck, Rakul Magnussen, Lea Lisberg, Durita Mikkelsen – Kára Djurhuus, Ansy Jakobsen , Sunnvá Johansen (63. Rúna Olsen) – Randi Fagradal, Silja Augustinussen, Bjarta E. Djurhuus (57. Sólfríð Rasmussen) Cheftrainer: Mathias Davidsen                                                        |
| HB Tórshavn       | Eyðgerð Mikkelsen – Nadja Johannesen, Liljan av Fløtum, Marjun undir Kletti, Julia Helena Henriksen (91. Ester Ellingsgaard) – Jónvá Hentze, Sara Lamhauge, Sunniva Willemoes, Heidi Sevdal , Rebekka Benbakoura (87. Poula Andreasen) – Elin Maria Isaksen (67. Julia Naomi Mortensen) Cheftrainerin: Allan Dybczak |
| Platzverweise     | keine – Nadja Johannesen (84.) |

## Torschützenliste
Bei gleicher Anzahl von Treffern sind die Spielerinnen nach dem Nachnamen alphabetisch geordnet.
| Platz | Spieler               | Verein            | Tore |
| ----- | --------------------- | ----------------- | ---- |
| 1     | Rebekka Benbakoura    | HB Tórshavn       | 12   |
| 2     | Heidi Sevdal          | HB Tórshavn       | 09   |
| 3     | Sigrid Jacobsen       | KÍ Klaksvík       | 03   |
| 3     | Evy á Lakjuni         | KÍ Klaksvík       | 03   |
| 3     | Julia Naomi Mortensen | HB Tórshavn       | 03   |
| 6     | Bjarta E. Djurhuus    | EB/Streymur/Skála | 02   |
| 6     | Elin Maria Isaksen    | HB Tórshavn       | 02   |
| 6     | Jacoba Langgaard      | ÍF/Víkingur/B68   | 02   |
| 6     | Margunn Lindholm      | EB/Streymur/Skála | 02   |
| 6     | Lea Lisberg           | EB/Streymur/Skála | 02   |
| 6     | Rúna Olsen            | EB/Streymur/Skála | 02   |
| 6     | Ragna Patawary        | KÍ Klaksvík       | 02   |
| 6     | Sigrun Sirdal         | KÍ Klaksvík       | 02   |